# Година пік 2
«Година пік 2» — комедійний бойовик США, продовження фільму «Година пік», в головних ролях Джекі Чан і Кріс Такер. Вийшов на екрани у 2001 році.
Історія починається безпосередньо з того моменту, на якому закінчилася перша частина — інспектор Лі й Картер прибувають у Гонконг. Лі береться розслідувати вибух у американському посольстві, адже в злочині підозрюється ватажок Тріади, з яким його пов'язує історія з минулого.

## Сюжет
Інспектор Лі та його напарник Картер після подій попереднього фільму отримали відпустку та прибувають у Гонконг. В цей час у американському посольстві стається вибух. Лі призначають вести розслідування, бо зі справою пов'язаний колишній поліцейський, а нині кримінальний авторитет Ріккі Тан, який був напарником батька Лі.
Картер неохоче погоджується взятися за розслідування, для чого разом з Лі відвідує клуб, де збирається мафія. Там вони помічають злочиницю Ху Лі, яка підозрюється в доставці вибухівки. Обоє кидаються навздогін, але спільники Ху Лін затримують поліцейських. В результаті Лі та Картер падають з риштувань і вирішують вистежити Ріккі Тана в масажному салоні. Там Картер необачно викриває себе і спільники Ріккі викидають його та Лі голих на вулицю.
Лі з Картером дістаються до поліцейського відділку, де дізнаються, що теракт стався через втручання поліції в контрабанду. В цей час Ху Лі приносить вибухівку до відділку під виглядом пошти. Після вибуху Лі думає, що Картер загинув, а той насправді вирушив шукати дівчат, бачених у масажному салоні. Випадково Картер помічає Ріккі, який сідав у свою яхту. Картер проникає на борт, де зустрічає Лі, який дістався туди ж іншим шляхом.
Ріккі наказує охоронцям привести Лі й Картера до нього та розповідає, що невинний у вибуху. Навпаки, він просить у Лі захисту. Несподівано Ху Лі застрелює Ріккі, після чого тікає на катері. Картер бачить на яхті американського мільярдера Стівена Рейна, що приїхав до Гонконгу на відпочинок, і підозрює його в причетності до цього. Лі усувають від розслідування, але напарники вирішують продовжити його самотужки вже в США.
Потім вони підглядають за коханкою Стівена, яка виявляється агенткою служби Ізабеллою Молін. Від неї Лі та Картер дізнаються, що справа полягає в махінації з фальшивими грошима. Хтось виготовляє банкноти, які майже неможливо відрізнити від справжніх, і Ху Лі причетна до цього.
Лі з Картером знову наздоганяють Ху Лі, але потрапляють у пастку через зраду Ізабелли. Героїв приголомшують, зв'язують і кидають в контейнер зі старовинними статуями. Звільнившись, Лі випадково розбиває статую і виявляє всередині фальшиві гроші. Втікши, напарники знаходять казино «Червоний дракон», яким керує Стівен Рейн, щоб відмивати кошти.
В казино Лі стикається з Ізабеллою, але вважає, що вона працює під прикриттям. Вона пропонує викрасти кліше для друкування фальшивок. Тим часом Картер відволікає увагу, звинувативши власників казино в расизмі. Щоб уникнути скандалу, йому підігрують, дозволивши виграти велику суму. Лі один намагається обійти охорону і потрапляє в пастку. Він стикається з Ху Лі, котра засовує Лі в рот гранату, детонатор від якої лишає в себе. Потім вона приводить Лі до живого Ріккі Тана, який і був організатором усієї афери з фальшивими грішми і розіграв власне вбивство, щоб замести сліди. Ріккі наказує підірвати гранату і вбити Картера. Несподівано Ізабелла рятує Лі, той тікає і викидає гранату.
Лі проривається до пентхаусу, зустрівши в ліфті поранену Ізабеллу. Картер перемагає Ху Лі, в той час Стівен Рейн зраджує Тана і забирає кліше собі. Тан убиває його, але потім в результаті бою з Лі випадає у вікно і розбивається. Поранена Ху Лі підриває себе, але Лі й Картер рятуються, вистрибнувши у вікно.
В аеропорту Лі прощається з Ізабеллою, і вона цілує його. Лі дарує Картеру посвідчення свого батька, а той зізнається, що залишив собі кілька пачок фальшивих купюр, які він «відмив», вигравши в казино. Тоді обоє вирішують разом продовжити відпустку в Нью-Йорку.

## У ролях
- Джекі Чан — інспектор Лі
- Кріс Такер — детектив Джеймс Картер
- Розалін Санчес — Ізабелла Моліна
- Джон Лоун — Рікі Тан
- Алан Кінг — Стівен Рейн
- Харіс Юлін — агент Стерлінг
- Чжан Цзиї — Ху Лі
- Дон Чідл — Кенні

## Закадрове озвучення

### Багатоголосе закадрове озвучення (Студія«1+1», 2007)
Ролі озвучували: Олег Лепенець, Михайло Жонін та Людмила Ардельян

### Старе багатоголосе закадрове озвучення (Студія«Так Треба Продакшн»на замовлення телекомпанії«Інтер», 2007)
Ролі озвучували: Анатолій Пашнін, Юрій Гребельник, Володимир Терещук та Олена Яблочна

### Багатоголосе закадрове озвучення (Студія «ТВ+» на замовлення телекомпанії«ICTV», 2008)[2]
Ролі озвучували: Євген Пашин, Олесь Гімбаржевський та Людмила Ардельян

### Нове багатоголосе закадрове озвучення (Студія«Так Треба Продакшн»на замовлення телекомпанії«ICTV», 2012)
Ролі озвучували: Анатолій Пашнін, Юрій Гребельник, Володимир Терещук та Світлана Шекера

## Цікавинки
- Чорношкірий актор Дон Чідл погодився знятися в цьому фільмі лише тоді, коли дізнався, що йому доведеться боротися з Джекі Чаном і розмовляти китайською мовою[3].
- Коли Картер вперше зустрічає Ізабеллу на яхті, жінка каже йому, що вона з Сан-Хуана. У реальному житті Розелін Санчес насправді народилася в Сан-Хуані, Пуерто-Рико.[3]
- Під час зйомок фільму Джекі Чан врятував життя одному з каскадерів[4].

## Сприйняття
Загалом фільм номінував на 27 номінацій, 10 з яких виграв.